# Dicranomyia (Melanolimonia) subaurita
Dicranomyia (Melanolimonia) subaurita is een tweevleugelige uit de familie steltmuggen (Limoniidae). De soort komt voor in het Palearctisch en Oriëntaals gebied.